# 고노 가즈마사
고노 가즈마사(일본어: 河埜 和正, 1951년 11월 7일 ~ )는 일본의 전 프로 야구 선수이자 야구 해설가·평론가이다.
친동생은 전 프로 야구 선수였던 고노 다카유키이다.

## 인물
에히메현 야와타하마시에서 태어나 중학교 시절에는 배구 선수로 활약을 했고, 에히메 현립 야와타하마 공업고등학교에 입학한 이후부터 야구를 시작했다. 고등학교를 졸업하고 1969년 프로 야구 드래프트 회의에서 요미우리 자이언츠로부터 5순위 지명을 받아 입단했고 주로 유격수로서 활약했다.
1974년에는 3타석 연속 3루타 기록을 달성했고 히로오카 다쓰로, 구로에 유키노부의 기록을 뛰어넘는 유격수로서의 구단 최다 출전 기록을 수립했다.
1986년에는 16년간의 현역 생활을 은퇴했고 이후 요미우리 자이언츠의 스카우터와 친정팀에서의 코치를 역임, 현재는 요미우리 자이언츠의 ‘자이언츠 베이스볼 아카데미’(청소년 전용 야구 교실) 교장을 맡고 있다.

## 에피소드
- 1985년 4월 16일 한신 타이거스전(한신 고시엔 구장)에서 4회말에 수비할 당시 사노 노리요시가 친 타구를 처리하려다 공이 글러브에 맞고 떨어뜨려 한신은 이것을 계기로 4회말에 7점의 대량 득점을 올려 역전승을 거뒀다. 고노는 그 후에도 기존처럼 생각할 수 없을 정도의 실책을 보여주면서 낙구의 정신적 후유증이라고 했다. 실책이 계속되자 1985년 시즌 중에 2군으로 떨어지는 경험을 했고 수비에서의 슬럼프는 그 후에 극복했지만 타율의 침체에 의해 다음 해인 1986년 시즌 끝으로 은퇴를 했다.
- 우중간 방향으로 가르는 뛰어난 비거리가 있었기 때문에 당시 나가시마 시게오 감독에게 타격 폼을 주무르면서 1977년과 1978년에 2년 연속으로 2할 9푼대의 타격이 안정되어 있던 타율이 급격하게 떨어지면서 홈런 양산을 노린 효과는 나오지 않았다.

## 상세 정보

### 출신 학교
- 에히메 현립 야와타하마 공업고등학교

### 선수 경력
- 요미우리 자이언츠(1970년 ~ 1986년)

### 지도자 경력
- 요미우리 자이언츠 2군 타격 코치(1990년 ~ 1995년)
- 요미우리 자이언츠 2군 수비 주루 코치(1996년 ~ 2000년, 2004년 ~ 2005년)

### 수상·타이틀 경력
- 베스트 나인 : 1회(1977년)
- 다이아몬드 글러브상 : 1회(1974년)
- 일본 시리즈 감투상 : 1회(1977년)
- 일본 시리즈 우수 선수상 : 1회(1981년)

### 개인 기록
- 올스타전 출장 : 4회(1977년 ~ 1979년, 1983년)
- 통산 1000경기 출장 : 1981년 10월 5일(227번째)

### 등번호
- 61(1970년 ~ 1973년)
- 29(1974년 ~ 1978년)
- 5(1979년 ~ 1986년)
- 101(1990년 ~ 1991년)
- 96(1992년 ~ 1995년)
- 79(1996년 ~ 2000년)
- 80(2004년 ~ 2005년)

### 연도별 타격 성적
| 연 도       | 소 속       | 경 기 | 타 석 | 타 수 | 득 점 | 안 타 | 2 루 타 | 3 루 타 | 홈 런 | 루 타 | 타 점 | 도 루 | 도 루 자 | 희 생 번 | 희 생 플 | 볼 넷 | 고 4 | 사 구 | 삼 진 | 병 살 타 | 타 율 | 출 루 율 | 장 타 율 | O P S |
| ----------- | ----------- | ----- | ----- | ----- | ----- | ----- | ------- | ------- | ----- | ----- | ----- | ----- | -------- | -------- | -------- | ----- | ---- | ----- | ----- | -------- | ----- | -------- | -------- | ----- |
| 1971년      | 요미우리    | 2     | 3     | 3     | 0     | 0     | 0       | 0       | 0     | 0     | 0     | 0     | 0        | 0        | 0        | 0     | 0    | 0     | 1     | 0        | .000  | .000     | .000     | .000  |
| 1972년      | 요미우리    | 7     | 0     | 0     | 1     | 0     | 0       | 0       | 0     | 0     | 0     | 0     | 1        | 0        | 0        | 0     | 0    | 0     | 0     | 0        | ----  | ----     | ----     | ----  |
| 1973년      | 요미우리    | 24    | 25    | 23    | 3     | 2     | 0       | 0       | 1     | 5     | 2     | 2     | 0        | 0        | 0        | 1     | 0    | 1     | 4     | 0        | .087  | .160     | .217     | .377  |
| 1974년      | 요미우리    | 119   | 323   | 293   | 38    | 57    | 12      | 7       | 10    | 113   | 28    | 10    | 1        | 5        | 1        | 18    | 1    | 6     | 82    | 6        | .195  | .255     | .386     | .640  |
| 1975년      | 요미우리    | 90    | 280   | 251   | 23    | 57    | 11      | 2       | 6     | 90    | 17    | 3     | 1        | 3        | 1        | 21    | 5    | 4     | 53    | 7        | .227  | .296     | .359     | .655  |
| 1976년      | 요미우리    | 124   | 359   | 320   | 45    | 78    | 12      | 2       | 5     | 109   | 24    | 10    | 1        | 5        | 1        | 24    | 7    | 9     | 50    | 8        | .244  | .314     | .341     | .654  |
| 1977년      | 요미우리    | 125   | 419   | 357   | 49    | 105   | 18      | 6       | 12    | 171   | 45    | 13    | 5        | 10       | 3        | 39    | 3    | 10    | 49    | 6        | .294  | .377     | .479     | .856  |
| 1978년      | 요미우리    | 128   | 512   | 443   | 57    | 129   | 19      | 7       | 9     | 189   | 55    | 23    | 2        | 21       | 3        | 34    | 2    | 11    | 55    | 11       | .291  | .354     | .427     | .781  |
| 1979년      | 요미우리    | 128   | 488   | 439   | 53    | 100   | 22      | 1       | 15    | 169   | 56    | 21    | 1        | 11       | 3        | 28    | 0    | 7     | 73    | 9        | .228  | .283     | .385     | .668  |
| 1980년      | 요미우리    | 125   | 398   | 352   | 37    | 81    | 13      | 3       | 6     | 118   | 27    | 10    | 4        | 12       | 0        | 29    | 7    | 5     | 69    | 9        | .230  | .298     | .335     | .633  |
| 1981년      | 요미우리    | 130   | 580   | 503   | 73    | 133   | 16      | 1       | 16    | 199   | 42    | 27    | 7        | 21       | 2        | 45    | 1    | 8     | 65    | 3        | .264  | .333     | .396     | .729  |
| 1982년      | 요미우리    | 127   | 511   | 428   | 62    | 116   | 21      | 4       | 11    | 178   | 34    | 15    | 10       | 32       | 2        | 44    | 1    | 5     | 64    | 5        | .271  | .344     | .416     | .760  |
| 1983년      | 요미우리    | 95    | 370   | 310   | 44    | 75    | 15      | 1       | 4     | 104   | 19    | 10    | 6        | 16       | 1        | 43    | 1    | 0     | 49    | 11       | .242  | .333     | .335     | .669  |
| 1984년      | 요미우리    | 111   | 346   | 299   | 40    | 77    | 11      | 3       | 13    | 133   | 46    | 8     | 2        | 16       | 3        | 26    | 1    | 2     | 45    | 9        | .258  | .318     | .445     | .763  |
| 1985년      | 요미우리    | 52    | 133   | 115   | 15    | 29    | 3       | 0       | 6     | 50    | 15    | 1     | 2        | 3        | 0        | 14    | 2    | 1     | 18    | 4        | .252  | .338     | .435     | .773  |
| 1986년      | 요미우리    | 43    | 66    | 59    | 6     | 12    | 3       | 0       | 1     | 18    | 6     | 0     | 1        | 2        | 0        | 5     | 0    | 0     | 10    | 2        | .203  | .266     | .305     | .571  |
| 통산 : 16년 | 통산 : 16년 | 1430  | 4813  | 4195  | 546   | 1051  | 176     | 37      | 115   | 1646  | 416   | 153   | 44       | 157      | 20       | 371   | 31   | 69    | 687   | 90       | .251  | .320     | .392     | .713  |

- 굵은 글씨는 시즌 최고 성적.